# Mount Fridtjof Nansen
Mount Fridtjof Nansen är ett berg i Västantarktis, uppkallat efter Fridtjof Nansen. Nya Zeeland gör anspråk på området. 
Toppen på Mount Fridtjof Nansen ligger 4 058 meter över havet. Terrängen runt Mount Fridtjof Nansen är huvudsakligen bergig, men den allra närmaste omgivningen är kuperad.